# Coupe d'Angleterre de football 1957-1958
Navigation
Coupe d'Angleterre 1956-1957 Coupe d'Angleterre 1958-1959
La Coupe d'Angleterre de football 1957-1958 est la 77e édition de la Coupe d'Angleterre de football. 
Bolton Wanderers remporte sa quatrième Coupe d'Angleterre de football au détriment de Manchester United sur le score de 2-0, au bout d'une finale jouée dans l'enceinte du stade de Wembley à Londres.
La compétition est marquée par l'exploit de l'équipe de Manchester United qui a perdu une partie de son effectif lors de l'accident aérien de Munich le 6 février 1958, le club parvient à passer trois tours après ce drame.

## Quarts de finale
| #      | Équipe 1             | Résultat | Équipe 2                | Date        |
| ------ | -------------------- | -------- | ----------------------- | ----------- |
| 1      | Blackburn Rovers     | 2–1      | Liverpool FC            | 1 mars 1958 |
| 2      | Bolton Wanderers     | 2–1      | Wolverhampton Wanderers | 1 mars 1958 |
| 3      | West Bromwich Albion | 2–2      | Manchester United       | 1 mars 1958 |
| 4      | Fulham FC            | 3–1      | Bristol Rovers          | 1 mars 1958 |
| Replay | Manchester United    | 1–0      | West Bromwich Albion    | 5 mars 1958 |

## Demi-finales
| 22 mars 1958 | Bolton Wanderers | 2–1 | Blackburn Rovers | Maine Road, Manchester |
| 15:00        |                  |     |                  |                        |

| 22 mars 1958 | Manchester United | 2–2 | Fulham FC | Villa Park, Birmingham |
| 15:00        |                   |     |           |                        |

| Match rejoué       | Fulham FC | 3–5 | Manchester United | Highbury, Londres |
| 26 mars 1958 15:00 |           |     |                   |                   |

## Finale
| 3 mai 1958 | Bolton Wanderers | 2 – 0 | Manchester United | Stade de Wembley, Londres |
|            |                  |       |                   | Spectateurs : 99 756      |
|            | Rapport          |       |                   |                           |

- Bolton Wanderers remporte sa quatrième Coupe d'Angleterre[1].